# Estoloides paralboscutellaris
Estoloides paralboscutellaris là một loài bọ cánh cứng trong họ Cerambycidae.